# Water Orton
Water Orton – wieś w Anglii, w hrabstwie Warwickshire, w dystrykcie North Warwickshire. Leży 29 km na północ od miasta Warwick i 158 km na północny zachód od Londynu. Miejscowość liczy 3573 mieszkańców.